# La niña popoff
La niña popoff es una película musical mexicana de 1952 producida, escrita y dirigida por Ramón Pereda y protagonizada por María Antonieta Pons y Fernando Casanova. Esta cinta está basada en el mambo homónimo, de Dámaso Pérez Prado.

## Argumento
El amor entre una gran cantante y un pianista causa muchos problemas y frustraciones en sus vidas.

## Reparto
- María Antonieta Pons
- Fernando Casanova
- José Baviera
- Delia Magaña
- Joaquín García «Borolas»
- Jorge «Che» Reyes

## Comentarios
La fórmula del cineasta Ramón Pereda: escasa trama y muchos bailes, se presenta en La niña popoff y, de nuevo, Dámaso Pérez Prado estrenará uno de sus mambos en la pantalla cinematográfica, aunque había muchos otros números en estilo "capirotada": samba, flamenco y bolero.
Fernándo Casanova, sale en 4 escenas muy breves, y en la última lo sacan a golpes.